# Mágocs
Mágocs is een plaats (nagyközség) en gemeente in het Hongaarse comitaat Baranya. Mágocs telt 2679 inwoners (2001).